# Parc national de l'Entre-Sambre-et-Meuse
Le parc national de l'Entre-Sambre-et-Meuse (ESEM) est un parc national situé dans la Région wallonne en Belgique. Créé en décembre 2022, c'est avec le parc national de la Vallée de la Semois l'un des deux premiers parcs nationaux wallons.
Il est situé dans le sud des provinces de Namur et de Hainaut, entre la vallée de la Sambre et la Vallée de la Meuse sur le territoire des communes de Viroinval, Couvin, Momignies, Chimay et Froidchapelle. Ses sites naturels font partie du réseau Natura 2000.

## Histoire
Le 9 décembre 2022, la Région wallonne a désigné l'Entre-Sambre-et-Meuse comme parc national, au côté du Parc national de la Vallée de la Semois. Depuis le 1er janvier 2023, le Parc national de l'Entre-Sambre-et-Meuse s'étend sur 22.129 hectares, répartis sur les cinq communes de Viroinval, Couvin (en province de Namur), Momignies, Chimay et Froidchapelle (en province de Hainaut).

## Organisation
Telle une assemblée, une Coalition Territoriale de 22 membres a été mise sur pied, se réunissant plusieurs fois par an pour discuter et approuver les grandes orientations du Parc national. Parmi ces membres, on retrouve les communes situées dans le territoire du parc, l'Aquascope Virelles, Natagora, le Cercle des naturalistes de Belgique, le Parc Naturel Viroin-Hermeton, Ardenne&Gaume, le Contrat de Rivière Haute-Meuse, le SPW Wallonie environnement, la Maison de l'urbanisme de l'arrondissement de Philippeville (MUAP), Igretec, l'Écomusée du Viroin, l'ASBL Mobilesem (mobilité dans l'entre-Sambre-et-Meuse), le Bureau économique de la Province de Namur, la Fondation Chimay Wartoise, le Cercle des naturalistes et astronomes amateurs de la botte du Hainaut (CNABH), la Maison de tourisme du Pays des Lacs et l'ASBL D'une cime à l'autre.
Une Coalition Large de quelque 60 acteurs régionaux appuie le projet via son implication dans des ateliers de co-construction et dans des activités diverses.
La Coalition Territoriale chapeaute le Bureau de Projet du Parc national ESEM qui est constitué en ASBL. Son conseil d’administration réunit les cinq acteurs fondateurs chargés de la guidance du parc. 20 employés ont pour mission de donner vie aux projets du Parc national et atteindre les objectifs fixés.

## Description
Il inclut dans le périmètre du parc des terrains et forêts des cinq communes concernées, mais aussi des réserves naturelles domaniales (RND) et agréées (RNA), ainsi que des terrains associatifs et privés, qu’ils soient forestiers ou agricoles. 
L'intérêt du parc situé dans le sud de l'Entre-Sambre-et-Meuse est de disposer de biotopes spécifiques liés à ses trois régions géologiques bien distinctes :
- l’Ardenne possède un patrimoine forestier ancien étendu de grande valeur écologique et une faune caractéristique (le cerf, la cigogne noire, la salamandre tachetée, etc.). L'Ardenne est traversée par les cours d'eau de l'Eau Noire, l'Eau Blanche, le Viroin et l'Oise. Les lieux emblématiques en sont l'arboretum de Momignies, les sources de l'Oise et le barrage du Ry de Rome.
- la Calestienne est composée de pelouses calcaires très riches en biodiversité avec une faune et une flore remarquables (orchidées telles que l'orchis bouc et l'Homme pendu, papillons tels que le Flambé, etc.). On y trouve des falaises (à Couvin, Lompret, Nismes avec la Roche trouée, Dourbes avec la roche à Lomme), des grottes (grotte de Neptune à Couvin et grotte du Pont d'Avignon à Nismes) et des phénomènes karstiques (Fondry des Chiens et Matricolo à Nismes)[4] ;
- la Fagne est sillonnée par des cours d’eau tels que le Viroin, l’Eau Blanche et l’Eau Noire, rivières peu affectées par l'activité humaine. Le lac de Virelles et sa roselière couvrent une superficie de 130 hectares et sa réserve naturelle agréée, 80 hectares[5]. Un aquascope a récemment été aménagé au bord du lac.

Le Parc national ESEM soutient le monde agricole dans une transition agroécologique, grâce à des aides aux restaurations botaniques en prairie ou sur pelouses calcaires, à la plantation de vergers et de haies, au creusement de mares, à l’aménagement d’étangs ou encore au placement de nids à cigogne. À cela s'ajoutent des actions concrètes de rétablissement des milieux naturels : en Fagne, il est prévu de réensauvager de la vallée de l’Eau Blanche et ses zones humides avec le soutien des partenaires de l'ESEM (Natagora, le Parc naturel Viroin-Hermeton et le SPW Wallonie environnement), en Calestienne un troupeau de mouton de race traditionnelle entretient les pelouses calcaires et, en Ardenne, au moins 1 300 hectares de forêt, laissés en libre évolution, sont placés sous statut de réserve biologique intégrale.
Le parc national dispose de six entrées principales/points d'information :
- maison de la ruralité à Froidchapelle ;
- Aquascope de Virelles ;
- Château-ferme de Macon ;
- Office de tourisme de Couvin ;
- Écosite de la vallée du Viroin à Viroinval;
- village de Calestienne à Treignes.

Des circuits de randonnées sont aménagés (dont les GR 125 et GR12) ainsi que des itinéraires à vélo.

## Galerie

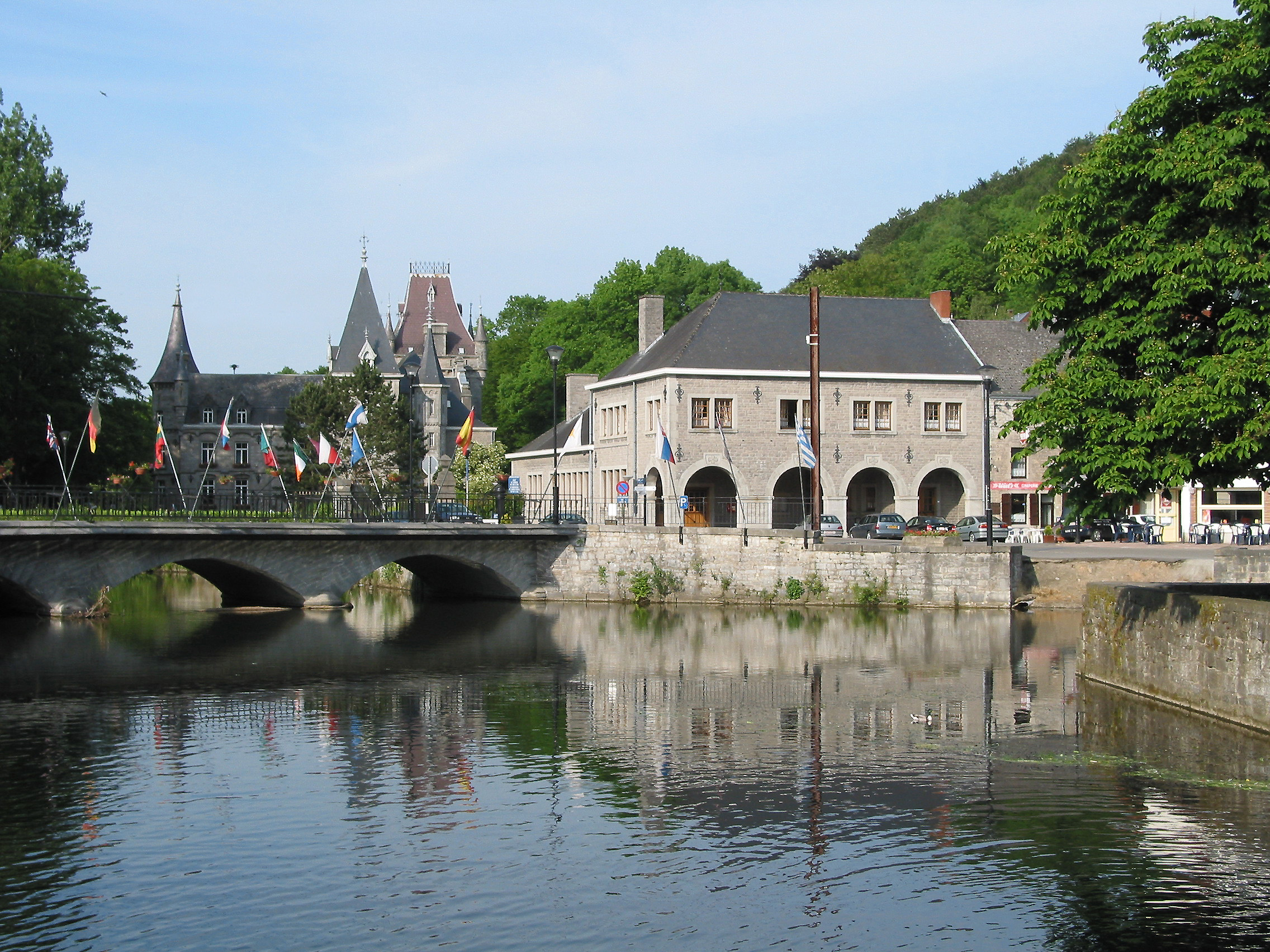
Nismes et la rivière l'Eau Noire.
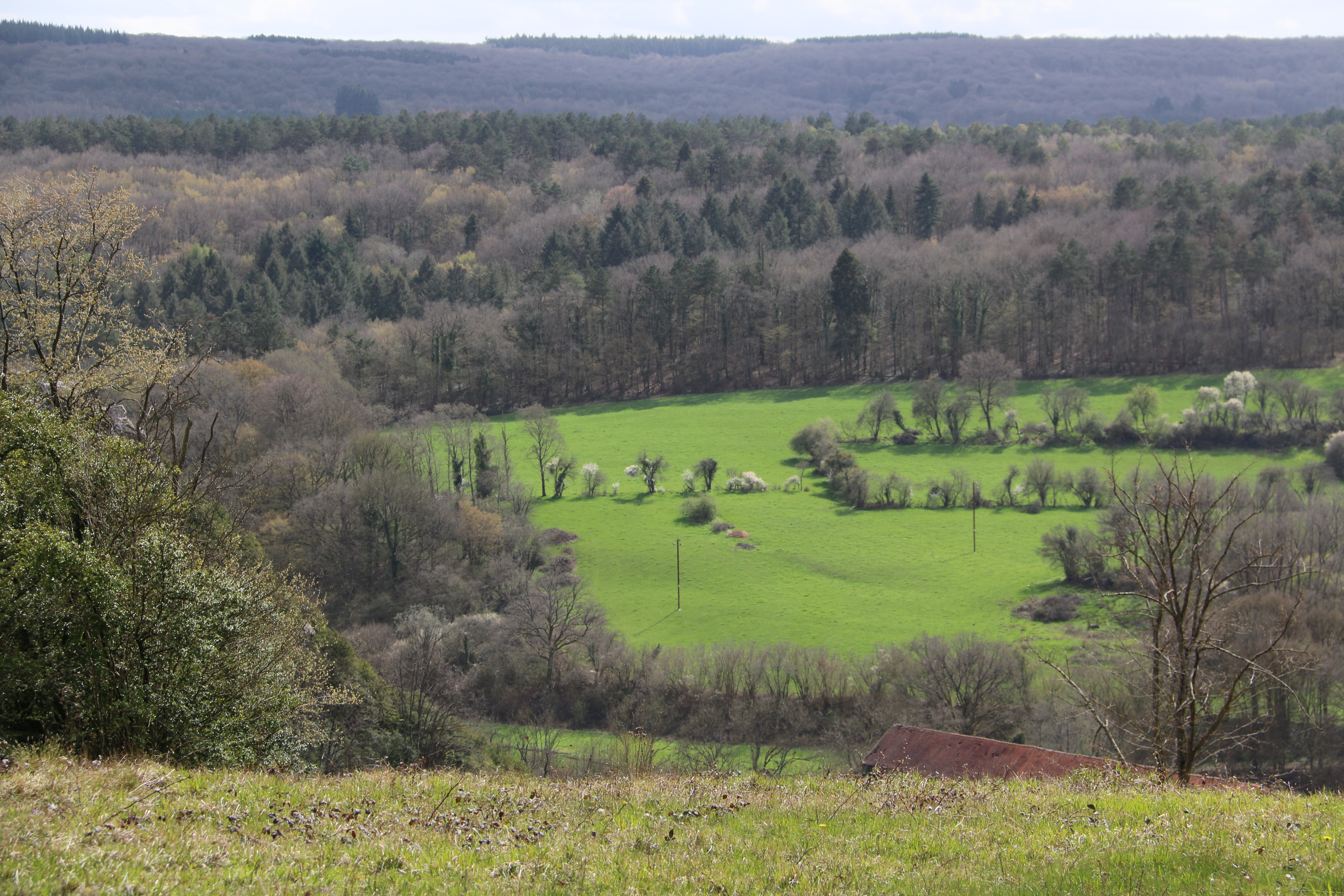
Parc national de l'Entre-Sambre-et-Meuse à Viroinval-Hermeton.
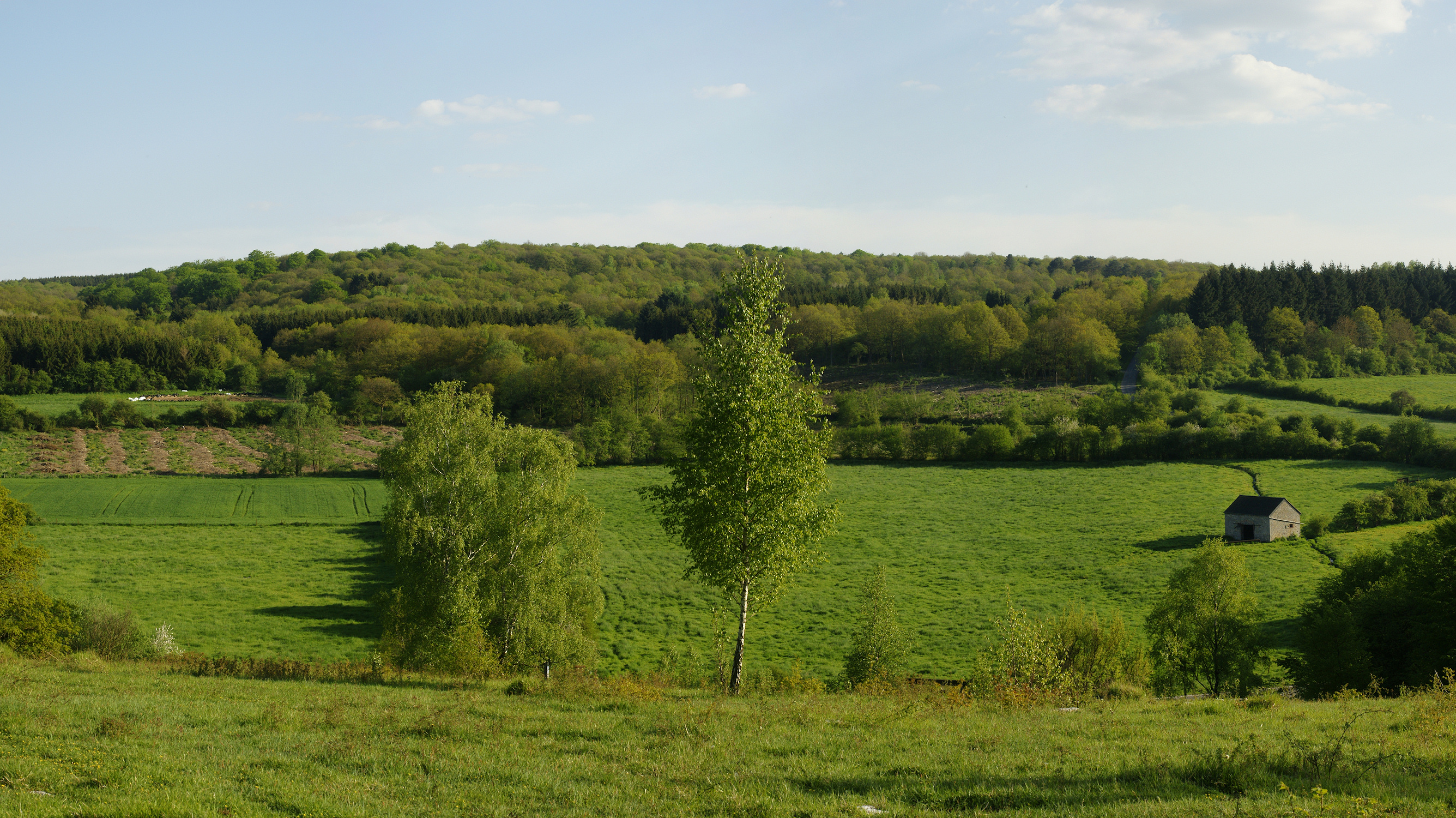
Paysage de la Calestienne à Viroinval.
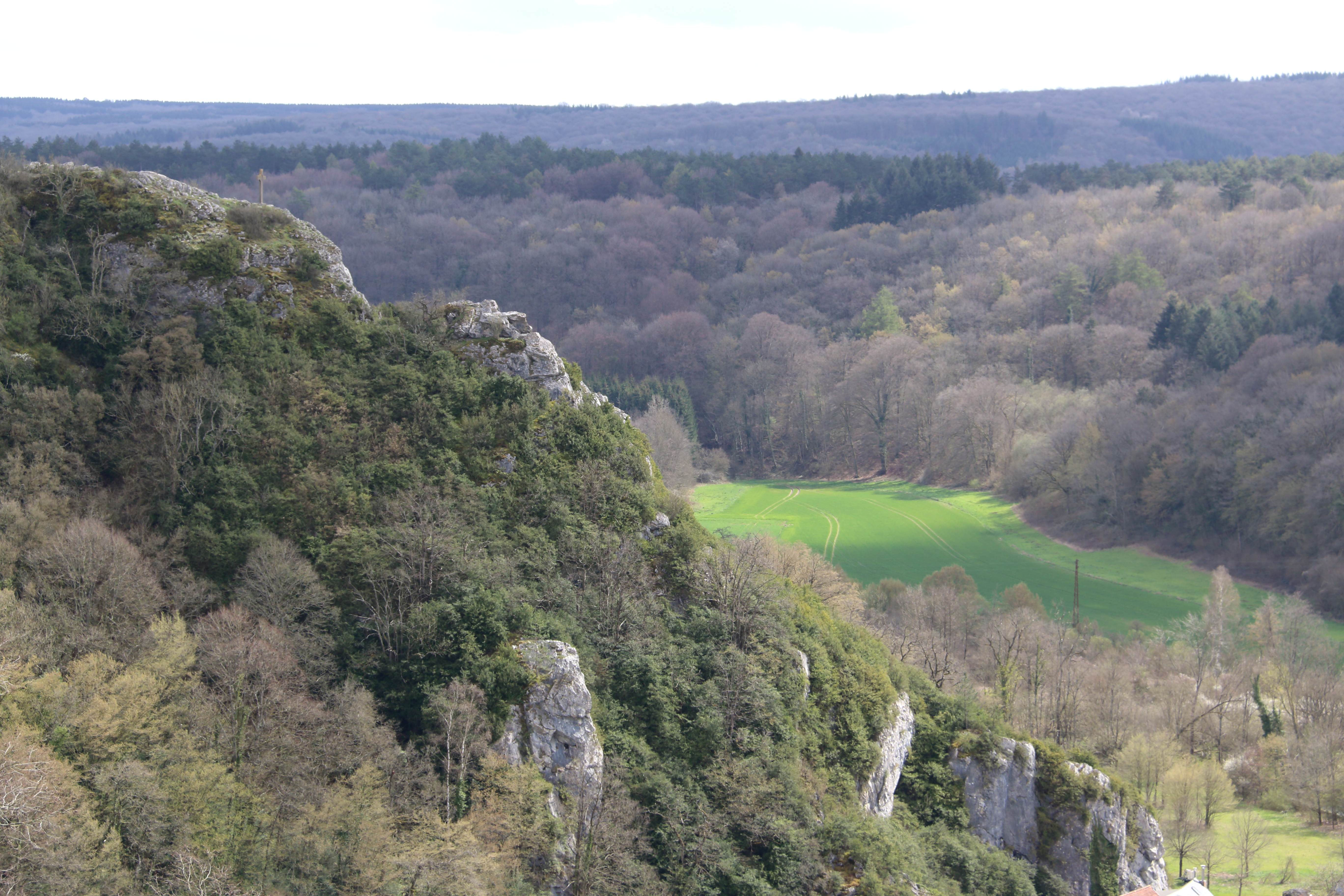
Roche à Lomme à Dourbes.
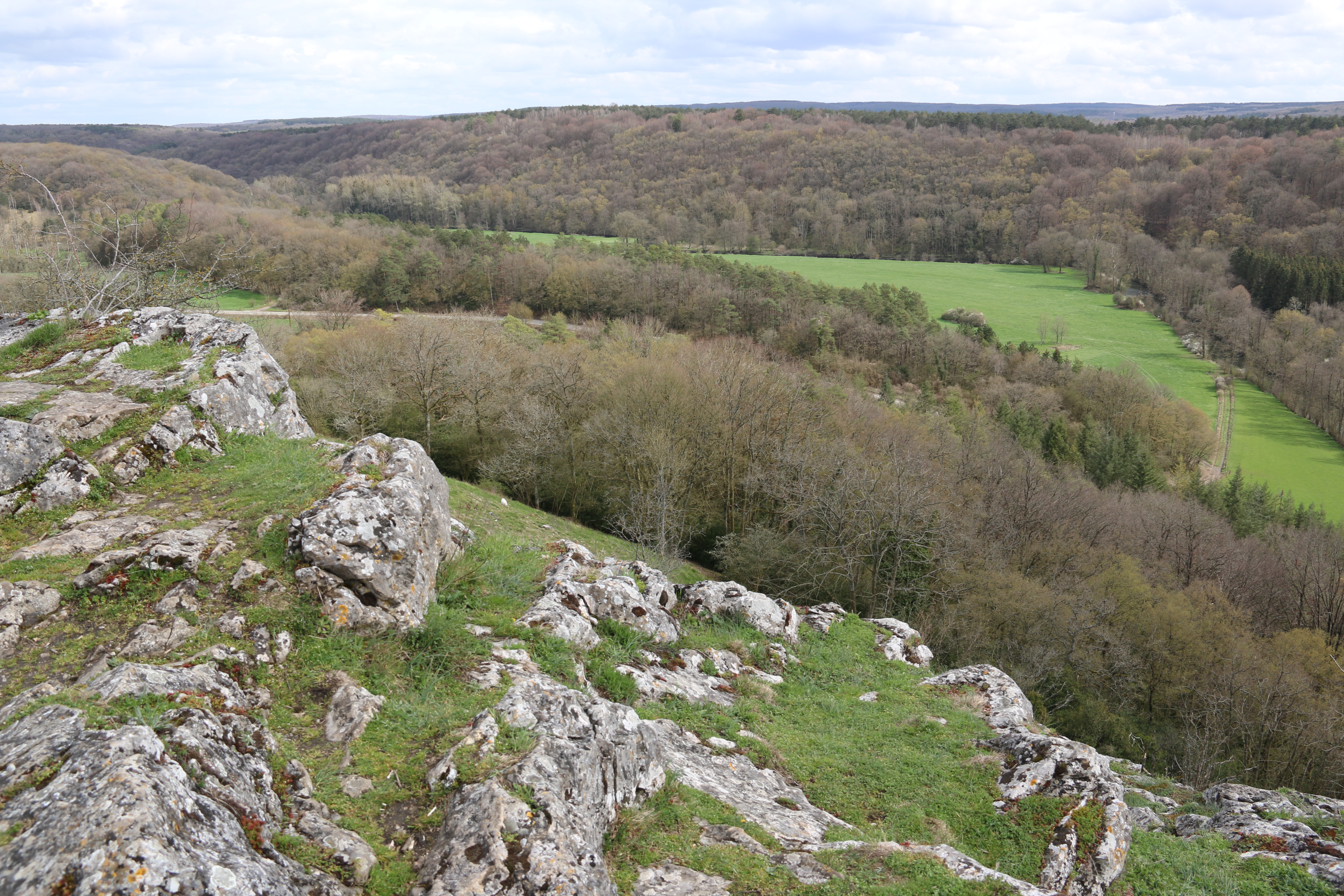
Pelouse calcaire à Vierves-sur-Viroin.
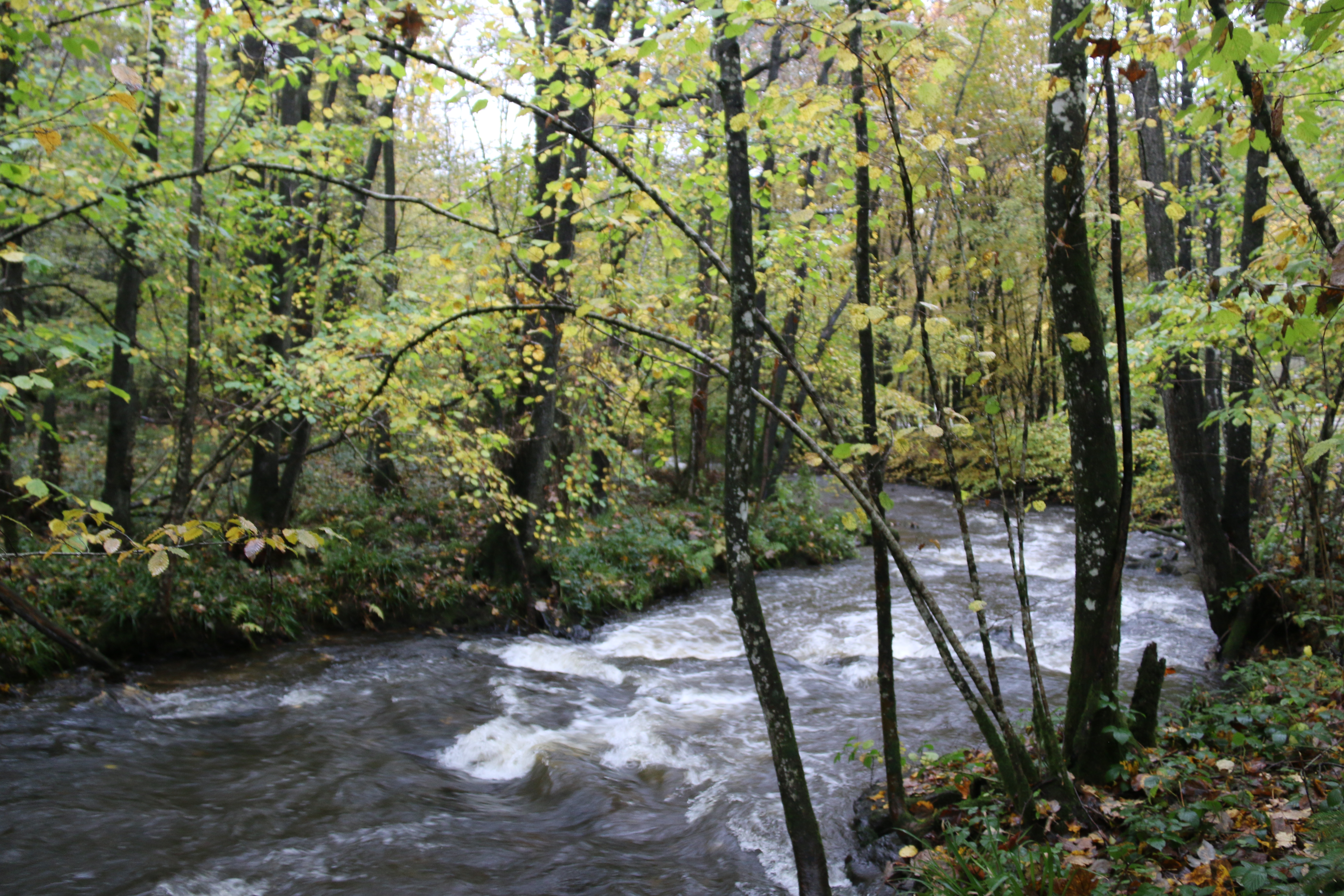
Paysage d'Ardenne : ruisseau de la Forge-du-Prince.
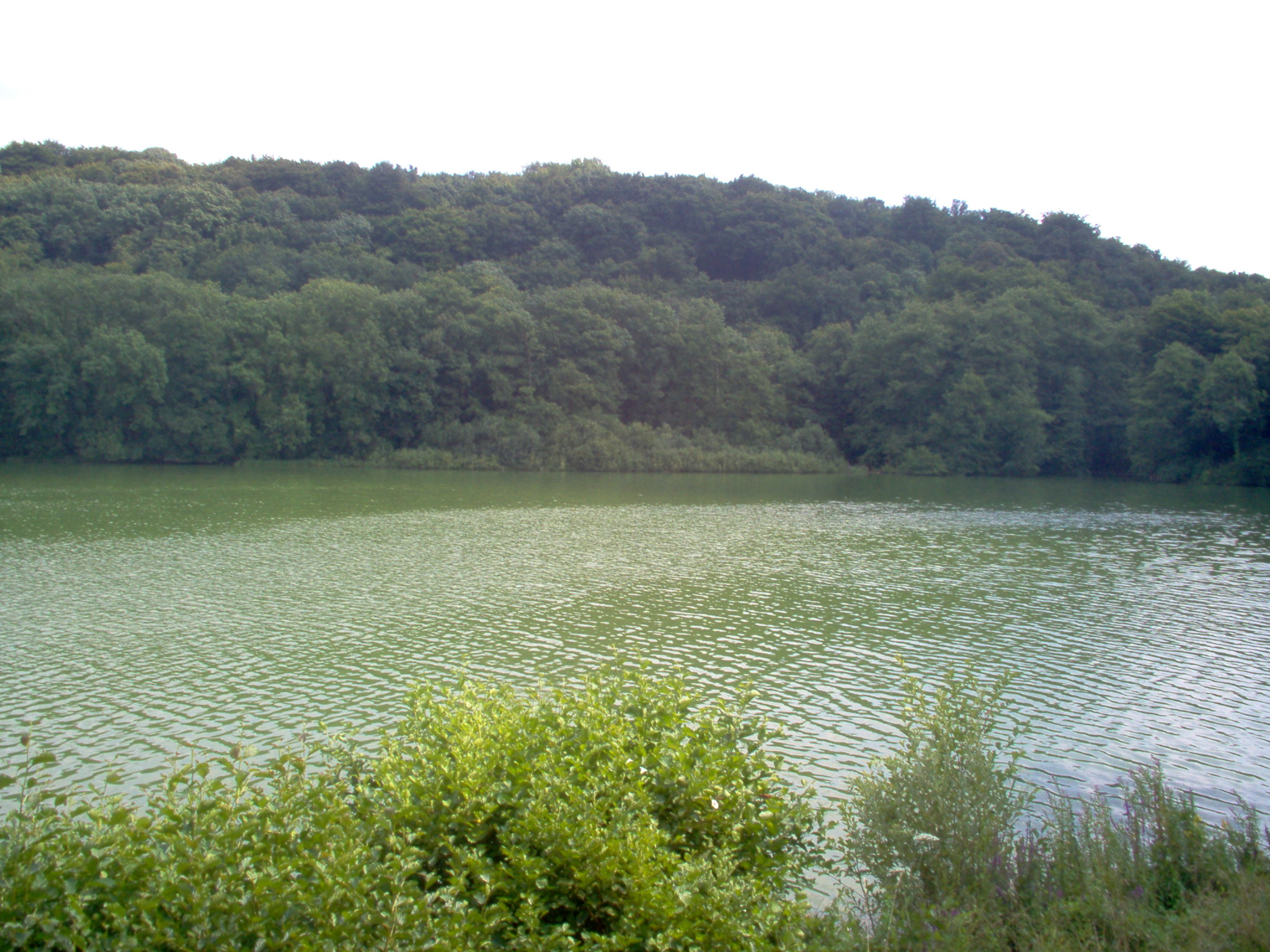
Lac de Virelles.
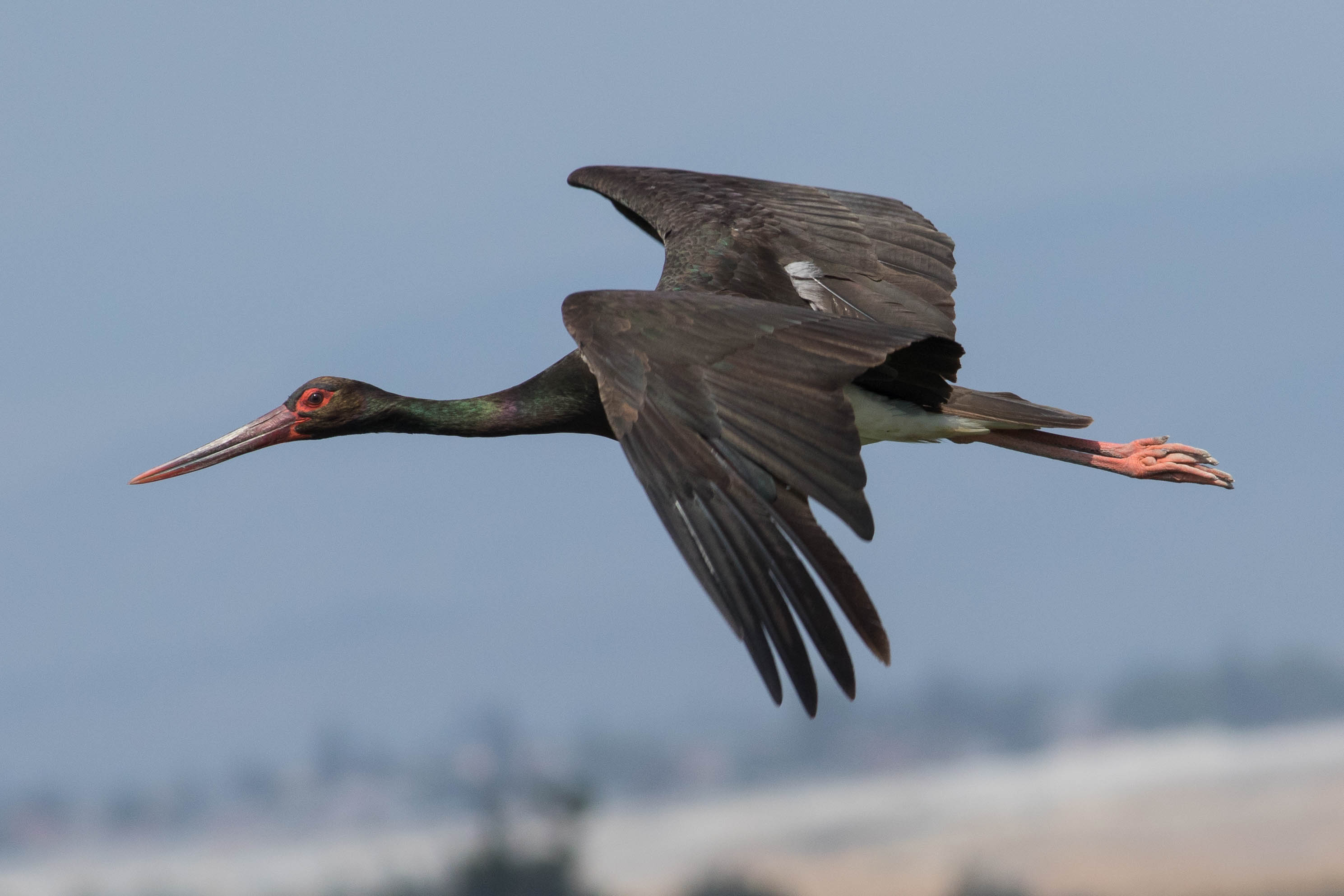
Cigogne noire.
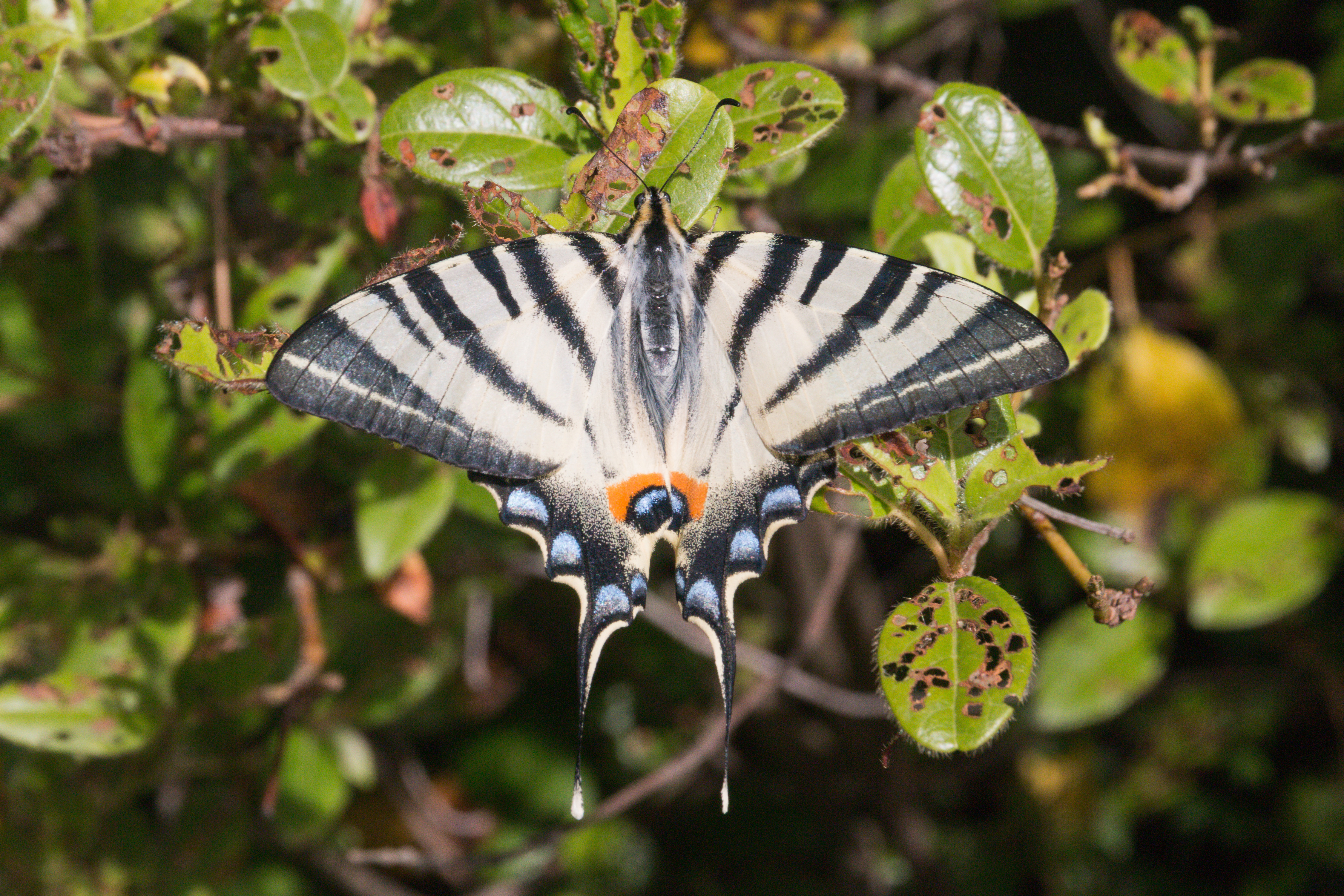
Le Flambé, papillon diurne des pelouses calcaires.